# Paniekaanval
Een paniekaanval is een uiting van intense angst die meestal plotseling begint en niet erg lang duurt (doorgaans enkele minuten tot een half uur). De symptomen zijn onder andere beven, sterk zweten, pijn in de borst, hartkloppingen, duizeligheid, misselijkheid, een tintelend gevoel (meestal in handen, benen of gezicht), benauwdheid en hyperventilatie. Verder treden mogelijk sterke vecht- of vluchtreacties, depersonalisatie en derealisatie op. Een paniekaanval gaat vaak gepaard met de angst om flauw te vallen of dood te gaan.
Meestal treden paniekaanvallen op bij confrontatie met gevaarlijke situaties (ongelukken, rampen, roofdieren etc.), maar ze kunnen ook optreden in sociale situaties waarbij veel stress voorkomt. Ook kan de oorzaak lichamelijk zijn (hypoglykemie of drugsgebruik kunnen bijvoorbeeld paniekachtige verschijnselen veroorzaken). Verder kan er sprake zijn van een psychische aandoening. Zo kunnen paniekverschijnselen optreden bij angststoornissen als fobieën of OCS. Bij een aanval kan het effect zichzelf versterken: hoe erger de paniek, hoe meer de persoon overtuigd raakt van de ernst van de situatie, waardoor de paniek nog groter wordt. Wanneer de lijder de oorzaak van de paniek niet kent, kan hij dit uitleggen als een somatisch probleem, wat ook de angst kan versterken.
Als er vaak paniekaanvallen optreden, kan er sprake zijn van een paniekstoornis, mogelijk gepaard met een vorm van agorafobie.
Voor de omgeving en de persoon zelf is het niet altijd duidelijk waardoor een paniekaanval ontstaat. Bij paniekstoornis en bepaalde fobieën is de stressfactor bijvoorbeeld zo persoonlijk dat de omgeving niet begrijpt waarom een aanval ontstaat en even plotseling weer verdwijnt.
Paniek treedt niet alleen op bij individuen, maar kan ook voorkomen bij massahysterie, bijvoorbeeld na een ramp.

## Paniekaanval en flauwvallen
Tijdens een paniekaanval kan men denken dat men gaat flauwvallen en creëert men daar dan angst voor (angst voor het flauwvallen). Dit is vrijwel altijd ongegronde angst, omdat voor flauwvallen een lage bloeddruk nodig is, terwijl bij een paniekaanval de bloeddruk omhoog gaat en flauwvallen dan bijna onmogelijk is. Uitzonderingen uiteraard daargelaten, omdat men bijvoorbeeld niet heeft ontbeten en een paniekaanval krijgt met als gevolg een flauwte.

## Paniekaanval en denkwijze
Kenmerkend bij paniek (en dus ook bij een paniekaanval) is de denkwijze. Omdat het brein 'gevaar' - en dat is bij een paniekaanval meestal verondersteld gevaar - signaleert, probeert het brein een oplossing te zoeken voor het gevaar. Kenmerkend aan deze 'paniekdenkwijze' is dat die denkwijze vaak niet wordt gekenmerkt door verstandelijke oplossingen, maar meer door onlogische, emotionele geladen gedachten. Dikwijls worden deze gedachten na de paniekaanval als vreemd en opvallend beschouwd.